# Wojciech Buciarski
Wojciech Jan Buciarski (né le 17 avril 1950 à Varsovie) est un athlète polonais spécialiste du saut à la perche. Affilié au Skra Warszawa puis au Legia Warszawa, il mesurait 1,80 m pour 72 kg.
Son fils, Piotr Buciarski, perchiste également, a concouru aux Jeux olympiques de 2004 pour le Danemark.

## Biographie

### Palmarès
| Date | Compétition                    | Lieu      | Résultat | Performance |
| ---- | ------------------------------ | --------- | -------- | ----------- |
| 1970 | Coupe d'Europe des nations     | Stockholm | 5e       | 5,10 m      |
| 1971 | Championnats d'Europe en salle | Sofia     | 7e       | 4,80 m      |
| 1972 | Jeux olympiques d'été          | Munich    | 10e      | 5,00 m      |
| 1974 | Championnats d'Europe en salle | Stockholm | 4e       | 5,20 m      |
| 1974 | Championnats d'Europe          | Rome      | 4e       | 5,30 m      |
| 1975 | Championnats d'Europe en salle | Katowice  | 2e       | 5,30 m      |
| 1976 | Jeux olympiques d'été          | Montréal  | 5e       | 5,54 m      |
| 1978 | Coupe du monde des nations     | Tokyo     | 2e       | 5,40 m      |

### Records
| Épreuve          | Performance | Lieu | Date |
| ---------------- | ----------- | ---- | ---- |
| Saut à la perche | 5,50 m      |      | 1975 |